# Ludwika Paleta
Ludwika Paleta Paciorek (Cracóvia, 29 de novembro de 1978) é uma atriz e modelo mexicana-polaca.

## Biografia
Filha do violinista Zbigniew Paleta e da artista plástica Barbara Paciorek Paleta, é irmã da atriz Dominika Paleta. Obteve seu primeiro papel aos 10 anos quando sua irmã Dominika a levou para um teste para participar de uma das telenovelas mais memoráveis da América Latina, a telenovela infantil Carrusel, interpretando a esnobe, vilã, egoísta e racista Maria Joaquina Villaseñor.
Em meados de 1998, ela conheceu Plutarco Haza, por quem se apaixonou, casou e teve um filho chamado Nicolás, nascido em 11 de novembro de 1999. O casamento dos dois, porém, chegou ao fim em agosto de 2008. Algumas semanas mais tarde, começou um relacionamento com o ator cubano Alberto Guerra; meses depois eles terminaram o relacionamento.
Em 2012, ficou noiva de Emiliano Salinas, filho do ex-presidente mexicano Carlos Salinas, casando-se com o mesmo em 2013. Em maio de 2017, ela deu à luz a aos gêmeos Barbara e Sebastián.

## Carreira
Três anos após o sucesso de Carrusel, foi a protagonista na novela El abuelo y yo, que deu vida a Alejandra, ao lado do já famoso Gael Garcia Bernal. Algum tempo depois ela se afastou das telas, e foi para a Europa estudar e retornou ao trabalho só em 1996, dando nova vida a uma personagem chamada Maria dos Anjos, com apelido de Tita, filha adotiva de Thalía na novela María la del Barrio.
Depois atuou em Huracán, no ano de 1998, com Angélica Rivera e Eduardo Palomo. Quando seu primeiro filho completou um ano de idade, decidiu que já tinha passado um período razoável de tempo afastada das telas, e aceitou o convite para estrelar a novela de Emilio Larrosa, Amigas y rivales. Nesta novela, deu vida a uma garota muito desorientada, alcoólatra e drogada.
Em 2003 participou da novela Niña... amada mía interpretando a personagem de 'Carolina'. No mesmo ano, se aventurou no mundo do cinema, um dos papéis no filme Corazón de melón. Em 2004, atou em Mujer de madera, outra telenovela produzida por Emilio Larrosa.  Em 2005, ela participou de um curta-metragem, de Lorena Maza.
Em 2006, na novela Duelo de pasiones ao lado de Sergio Goyri, Erika Buenfil e Pablo Montero com quem dizem ela teve um fugaz romance que ameaçou o seu casamento. Nesse mesmo ano, posa pela primeira vez com pouca roupa para uma revista masculina. Em 2007 participou da novela Palabra de Mujer, sob a produção de José Alberto Castro e no filme Polvo de ángel ao lado Plutarco Haza e Julio Bracho. Mais tarde no mesmo ano, voltou a trabalhar com o marido em El libro de piedrafitas e Propiedad ajena.
Já em 2009, Ludwika se mudou com seu filho para protagonizar a telenovela mexicana Los Exitosos Pérez, ambientada na Argentina, um remake da série argentina Los exitosos Pells. No ano de 2010 participou de duas peças teatrais consideradas grandes êxitos, No se si cortarme las venas o dejarmelas largas e Un Dios Salvaje. Em 2012 fez uma participação especial na telenovela Abismo de Pasión, atuando com os atores Alejandro Camacho, Sabine Moussier e César Évora. Ainda nesse ano atuou com sua irmã, Dominika Paleta, na peça teatral La Madriguera.
No dia 23 de abril de 2013 se casou com Emiliano Salinas, a cerimônia foi realizada em Mérida, no México, em uma fazenda onde reuniu cerca de 700 convidados. Em 2016  protagoniza a nova novela da Telemundo La querida del Centauro, ao lado de Humberto Zurita e Michel Brown. Em 2021, protagonizou a famosa série original da Netflix, Mãe Só Tem Duas, ao lado de Paulina Goto.

## Filmografia

### Televisão
| Ano       | Título                  | Personagem                                       | Notas                           |
| --------- | ----------------------- | ------------------------------------------------ | ------------------------------- |
| 1989–1990 | Carrusel                | Maria Joaquina Villa Señor                       | Antagonista                     |
| 1992      | El abuelo y yo          | Alejandra del Junco                              | Protagonista                    |
| 1995–1996 | María la del Barrio     | María de los Ángeles "Tita" de la Vega Hernández | Co-Protagonista da Segunda Fase |
| 1997–1998 | Huracán                 | Norma Vargas Lugo                                | Co-Protagonista                 |
| 2001      | Amigas y rivales        | Helena de la O                                   | Protagonista                    |
| 2003      | Niña... amada mía       | Carolina Soriano                                 | Co-Protagonista                 |
| 2004–2005 | Mujer de madera         | Aída Santibañez Villalpando                      | Co-Protagonista                 |
| 2006      | Duelo de pasiones       | Alina Montellano                                 | Protagonista                    |
| 2007–2008 | Palabra de mujer        | Paulina Álvarez y Junco                          | Protagonista                    |
| 2009–2010 | Los Exitosos Pérez      | Soledad Duarte de Pérez                          | Protagonista                    |
| 2009      | Alma Indomable          | Valerie Leónidas                                 | Participação Especial           |
| 2012      | Abismo de Pasión        | Estefanía Bouvier de Castañón                    | Participação Especial           |
| 2013      | La Tempestad            | Flor Saldaña Fernandez                           | Participação Especial           |
| 2015      | Dejame Soñar            | Mariana Ferrer                                   | Protagonista                    |
| 2016–2017 | La querida del Centauro | Yolanda Acosta                                   | Protagonista                    |
| 2018      | Rubirosa                | Zsa Sabor                                        |                                 |
| 2018      | Run Coyote Run          | Repórter                                         | Participação (2ª temporada)     |
| 2021–2022 | Mãe só tem duas         | Ana Servin                                       | Protagonista                    |

### Cinema
| Ano  | Título                                          | Personagem                                              |
| ---- | ----------------------------------------------- | ------------------------------------------------------- |
| 2003 | Corazón de melón                                | Fernanda Montenegro                                     |
| 2003 | Seis días en la oscuridad                       | Ximena                                                  |
| 2003 | Como Dios manda                                 | Rita                                                    |
| 2007 | Polvo de Angel                                  | Bella                                                   |
| 2007 | Propiedad Ajena                                 | Miranda Samano                                          |
| 2009 | El libro de piedra                              | Mariana                                                 |
| 2010 | Soy tu dueña                                    | Cecilia Peñalvert Villalba/ Cecilia Montesinos Villalba |
| 2010 | Megamind                                        | Roxanna Ritchie (voz)                                   |
| 2013 | Allá y En Tonces                                | Marina                                                  |
| 2013 | No sé si cortarme las venas o dejármelas largas | Nora                                                    |
| 2014 | Volando bajo                                    | Toribia Venegas                                         |
| 2016 | Rumbos paralelos                                | Gabriela "Gaby" Mendoza                                 |
| 2021 | Guerra de Likes                                 | Cecilia "Cecy" Díaz                                     |